# Aykel
Aykel (ou Ayikel, également connue sous le nom de « Chilga ») est une ville du nord-ouest de l'Éthiopie dans la région Amhara. Elle est le centre administratif du woreda de Chilga. 
Aykel se trouve à environ 2 200 m d'altitude dans la zone Semien Gondar de la région Amhara, sur la route reliant Gondar, la plus grande ville de la région Amhara, à Métemma à la frontière du Soudan. 
À la fin du XVIIIe siècle, l'explorateur britannique James Bruce mentionne Aykel, sous son ancien nom de Chilga, comme un important marché à la frontière entre le sultanat de Sennar et l'Éthiopie, l'administration de la ville étant traditionnellement partagée entre ces deux États. En 1606, l'empereur Susneyos d'Éthiopie avait par exemple nommé Abd al-Qadir — un ancien roi de Sennar déposé par son frère Adlan — comme gouverneur de la ville. 
Selon le recensement de 1994, Aykel compte 8 364 habitants[réf. souhaitée].
En 2005, la population de la ville est estimée à 14 480 personnes[réf. souhaitée] sur la base des chiffres de l'Agence centrale de la statistique (Éthiopie). 